# Empty Pockets
Empty Pockets è un film muto del 1918 diretto da Herbert Brenon. La sceneggiatura di George Edwardes-Hall si basa sull'omonimo romanzo di Rupert Hughes pubblicato a New York nel 1915. Prodotto dallo stesso regista per la sua casa di produzione, la Herbert Brenon Film Corporation, il film aveva come interpreti Bert Lytell, Barbara Castleton, Peggy Betts, Malcolm Williams, Ketty Galanta.

## Trama

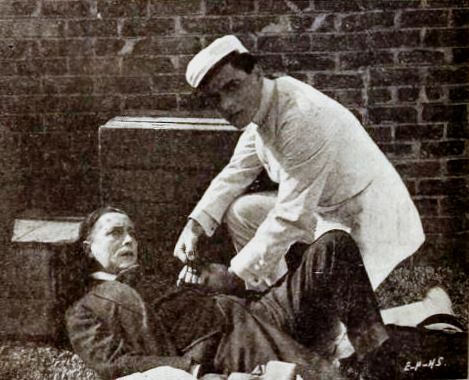
Fotogramma del film

Il milionario "Merry" Perry Merrithew viene trovato morto sul tetto di un palazzo dell'East Side. Le ciocche di capelli rossi stretti nelle sue mani implicano nell'omicidio quattro donne dai capelli ramati: la figlia di un milionario, l'amante di Merrithew, la figlia di una donna di società in bancarotta e una ballerina di cabaret. Nel risolvere il crimine, il dottor Clinton Worthing giunge a compiere delle azioni eroiche.

## Produzione
Il film fu prodotto dalla Herbert Brenon Film Corporation.

## Distribuzione
Il copyright del film, richiesto dalla First National, fu registrato il 27 febbraio 1918 con il numero LP12113.

Distribuito dalla First National Exhibitors' Circuit, il film fu presentato in prima a New York il 20 gennaio 1918, uscendo poi nelle sale statunitensi il 6 luglio 1918.
Non si conoscono copie ancora esistenti della pellicola che viene considerata presumibilmente perduta.